# Shay McCartan
Seamus Vincent McCartan, detto Shay (Newry, 18 maggio 1994), è un calciatore nordirlandese, attaccante del Portadown.

## Carriera

### Nazionale
Tra il 2017 ed il 2018 ha giocato 2 partite con la nazionale nordirlandese.

## Palmarès

### Club

#### Competizioni nazionali
- Campionato inglese di quarta divisione: 1

Lincoln City: 2018-2019